# FC 지롱댕 드 보르도

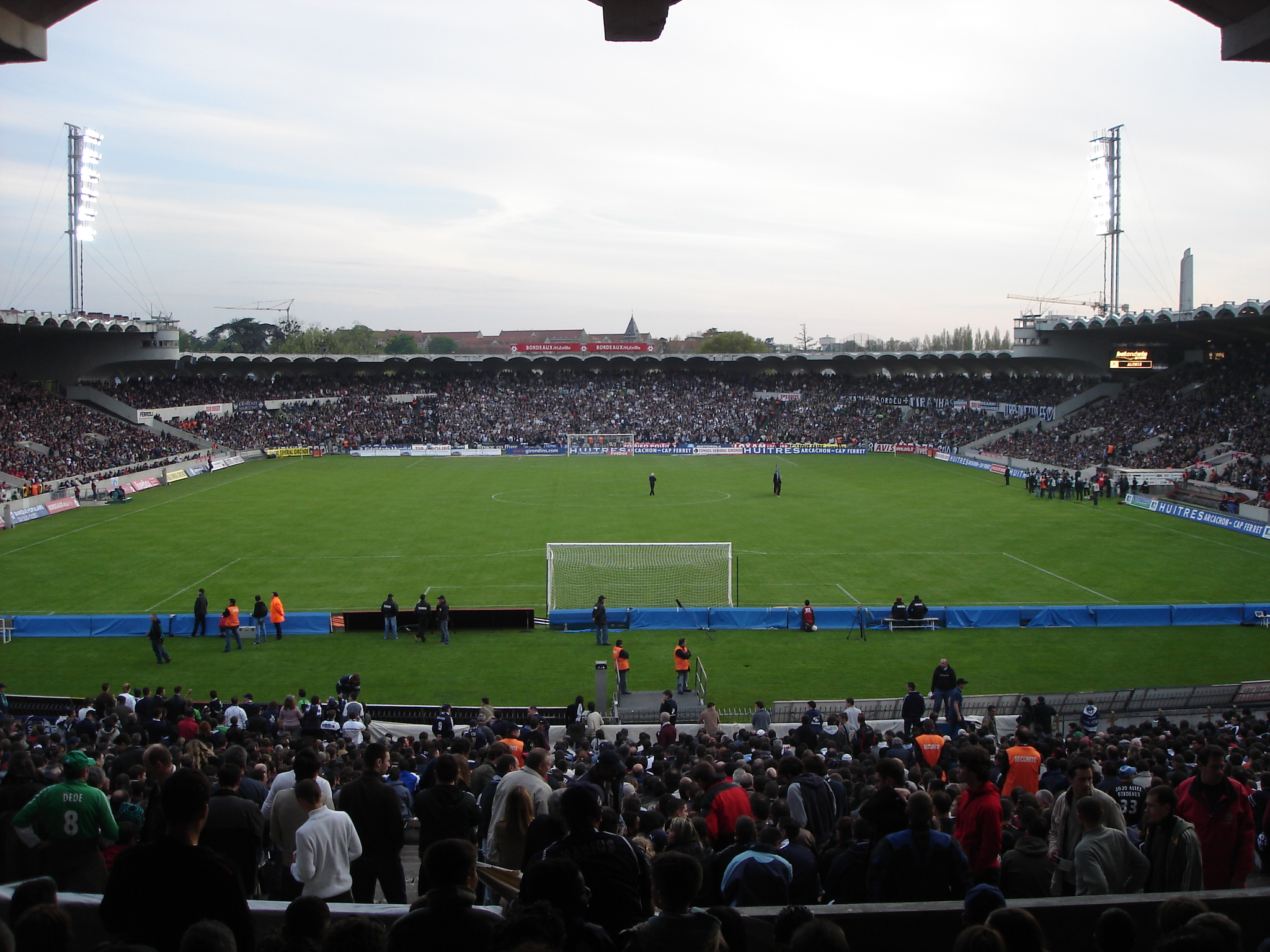

FC 지롱댕 드 보르도(프랑스어: Football Club des Girondins de Bordeaux)는 프랑스의 보르도를 연고로 하는 축구 클럽이다. 현재 프랑스 4부 리그인 샹피오나 나시오날 2에 참가중이다. 대한민국 축구 국가대표팀에서 활약하는 황의조가 있었던 팀이다.
1881년에 다중 스포츠단으로서 창단되었고 축구 클럽은 1910년대부터 시범적으로 신설되었고, 1920년부터 공식 경기에 참가하게 됐다. 프랑스 축구단 중에 4번째로 많은 총 6번의 리그 1 우승을 차지했다. 또한 쿠프 드 프랑스 4회, 쿠프 드 라 리그 3회와 더불어 트로페 데 샹피옹 3회 우승 타이틀도 지녔다. 쿠프 드 라 리그 결승전에 최다 출전 기록을 지니고 있으며, 총 6회에 이른다. 창단 시기부터 스타드 샤방델마스를 홈구장으로 썼으나, 2015년부터는 누보 스타드 드 보르도를 홈구장으로 쓰고 있다.

## 선수

### 현재 선수 명단
2025년 1월 14일  기준
참고: FIFA 자격 규정에 따라 소속된 국가대표팀 국기를 표시합니다. 선수는 복수의 FIFA 비회원국 국적을 가지고 있을 수 있습니다.
| 번호 | 포지션 | 국적                | 이름          |
| ---- | ------ | ------------------- | ------------- |
| 4    | DF     | 중앙아프리카 공화국 | 세드릭 얌베레 |
| 7    | MF     |                     | 수피안 바하사 |

| 번호 | 포지션 | 국적 | 이름                                  |
| ---- | ------ | ---- | ------------------------------------- |
| 16   | GK     |      | 조르주 그리모                         |
| 20   | MF     | 말리 | 이수프 시소코                         |
| 22   | FW     |      | 이반 이키아 디미 (아미앵 SC에서 임대) |
| 24   | MF     |      | 아드리엔 루보                         |
| 27   | DF     |      | 나심 라넴                             |
| 28   | DF     |      | 드리스 트리샤르                       |

### 임대 선수 명단
참고: FIFA 자격 규정에 따라 소속된 국가대표팀 국기를 표시합니다. 선수는 복수의 FIFA 비회원국 국적을 가지고 있을 수 있습니다.
| 번호 | 포지션 | 국적   | 이름                            |
| ---- | ------ | ------ | ------------------------------- |
| —    | DF     |        | 라울 벨라노바 (칼리아리로 임대) |
| —    | DF     | 카메룬 | 말콩 보켈레 (빌프랑슈로 임대)   |

| 번호 | 포지션 | 국적       | 이름                                  |
| ---- | ------ | ---------- | ------------------------------------- |
| —    | MF     |            | 오타비우 (아틀레치쿠 미네이루로 임대) |
| —    | FW     | 나이지리아 | 조시 마자 (스토크 시티로 임대)        |

## 역대 감독
| 감독                  | 임기        |
| --------------------- | ----------- |
| 루이스 카르니글리아   | 1978 ~ 1979 |
| 레몽 후탈스           | 1979 ~ 1980 |
| 레몽 후탈스           | 1989 ~ 1990 |
| 히카르두 고메스       | 2005 ~ 2007 |
| 로랑 블랑             | 2007 ~ 2010 |
| 장 티가나             | 2010 ~ 2011 |
| 윌리 사뇰             | 2014 ~ 2016 |
| 히카르두 고메스       | 2018 ~ 2019 |
| 파울루 소자           | 2019 ~ 2020 |
| 블라디미르 페트코비치 | 2021 ~ 2022 |

## 역대 성적
- 리그 1 우승 6회
  - 우승: 1950, 1984, 1985, 1987, 1999, 2009
  - 준우승: 1952, 1965, 1966, 1969, 1983, 1988, 1990, 2006
- 리그 2 우승 1회
  - 우승: 1992
  - 준우승: 1949
- 쿠프 드 프랑스 우승 4회
  - 우승: 1941, 1986, 1987, 2013
  - 준우승: 1943, 1952, 1955, 1964, 1968, 1969
- 쿠프 드 라 리그 우승 3회
  - 우승: 2002, 2007, 2009
  - 준우승: 1997, 1998, 2010
- 샹피오나 드 프랑스 아마퇴르 우승 2회
  - 우승: 1937, 1944
- 유러피언컵/UEFA 챔피언스리그
  - 4강: 1984-85
- UEFA 컵 위너스 컵
  - 4강: 1986-87
- UEFA컵/UEFA 유로파리그
  - 준우승: 1995-96
- UEFA 인터토토컵 우승 1회
  - 우승: 1995
- 라틴컵
  - 준우승: 1950
- 코파 델레 알피 우승 1회
  - 우승: 1980
  - 준우승: 1972